# 기쿠모토 유키
기쿠모토 유키(일본어: 菊本 侑希, 1993년 7월 10일 ~ )는 일본의 전 축구 선수이다.

## 구단 경력
과거 레노파 야마구치 FC에서 활동하였다.